# The Will to Death
The Will to Death (с англ. — «Воля к Cмерти») — пятый студийный альбом американского музыканта Джона Фрушанте, выпущенный 22 июня 2004 года на лейбле Record Collection. Альбом был написан за пять дней. Песни альбома были записаны совместно с Джошем Клингхоффером, который играл на гитаре, басу, клавишных и барабанах.

## Предыстория
После записи Shadows Collide with People Фрушанте устал от записи в студии и хотел понизить планку, которую он задал при записи прошлого альбома. Для Фрушанте было важно сделать пластинку сырой и записать её быстро. Натолкнуло Фрушанте на это то, что он стал замечать детали в его любимых альбомах, которые он бы переделал.
«Но после этого альбома я начал замечать, что в альбомах, которые я любил всю свою жизнь, было множество вещей, которые я бы (в то время) переделал. Слегка не в такт вокал, инструменты, которые немного не в такт друг другу, а также прямые ошибки»Джон Фрушанте
С тех пор как Фрушанте избавился от своей героиновой зависимости, он перестал делать песни специально неаккуратными или же экспериментировать ради эксперимента. В последнее время его также менее интересует техничная игра, вдохновлённая Джими Хендриксом, как на Blood Sugar Sex Magik и находит новое увлечение в своём вокале.

## Запись и Релиз
| Совокупная оценка | Совокупная оценка |
| Источник          | Оценка            |
| ----------------- | ----------------- |
| Metacritic        | 68/100            |
| Оценки критиков   |                   |
| Источник          | Оценка            |
| Pitchfork         | 7.4/10            |
| Allmusic          | [ 6 ]             |
| Sputnikmusic      | 3.5/5             |

Подходя к записи с равнодушием к ошибкам и больше концентрируясь на процессе записи альбома, нежели на реализацию того, как он задумал каждую песню. Фрушанте говорил, что из-за расслабленности в связи с его подходом к записи он и Джош иногда были настолько уверены, что записывали всё с первого раза и сразу переходили к следующей песне даже не слушая что получилось. Фрушанте настолько вдохновлял его подход к музыке, что он рассказывал, как в некоторых песнях слышно его неподключенную электрогитару.
Альбом был записан на 16-дорожный магнитофон. Фрушанте рассказывал, что все песни были сведены сразу после записи на плёнку.
После релиза альбом попал на 92 место в Scottish Singles and Albums Charts, 175 место в рейтинге Топ лучших альбомов 2004 от Best Ever Albums.

## Трек-лист
Издание на Виниле
Слова и музыка всех песен — Джон Фрушанте, кроме указанных иначе.
| №                   | Название            | Перевод             | Длительность |
| ------------------- | ------------------- | ------------------- | ------------ |
| 1.                  | «A Doubt»           | Сомнение            | 4:20         |
| 2.                  | «An Exercise»       | Упражнение          | 3:47         |
| 3.                  | «Time Runs Out»     | Время Истекает      | 4:00         |
| 4.                  | «Loss»              | Потеря              | 5:21         |
| 5.                  | «Unchanging»        | Неизменный          | 3:54         |
| 6.                  | «The Mirror»        | Зеркало             | 3:02         |
| Общая длительность: | Общая длительность: | Общая длительность: | 24:24        |

| №                   | Название                 | Автор(ы)                   | Перевод             | Длительность |
| ------------------- | ------------------------ | -------------------------- | ------------------- | ------------ |
| 7.                  | «A Loop»                 |                            | Петля               | 4:34         |
| 8.                  | «Wishing»                |                            | Желаю               | 2:49         |
| 9.                  | «Far Away»               |                            | Далеко              | 2:18         |
| 10.                 | «The Days Have Turned»   |                            | Дни Изменились      | 2:24         |
| 11.                 | «Helical» (инструментал) | Фрушанте, Джош Клингхоффер | Спиральный          | 2:13         |
| 12.                 | «The Will to Death»      |                            | Воля к Смерти       | 3:48         |
| Общая длительность: | Общая длительность:      | Общая длительность:        | Общая длительность: | 18:06        |

## Участники записи

### Музыканты
- Джон Фрушанте — вокал, гитара, пианино, синтезатор, бас-гитара (5, 9, 12)
- Джош Клингхоффер — ударные, бас-гитара, клавишные, гитара (11, 12)

### Продюсирование
- Джон Фрушанте — продюсер
- Райан Хьюит — звукорежиссёр, сведение
- Рафаэль Серанно — ассистент звукорежиссёра
- Джефф Моузес — ассистент звукорежиссёра
- Берни Грундман — мастеринг
- Дэйв Ли — оборудование
- Q-Prime — менеджмент

### Оформление
- Лола Монтес Шнабель — обложка
- Майк Писцителли — дизайн
- Джон Фрушанте — дизайн